# Psaliodes crassinota
Psaliodes crassinota là một loài bướm đêm trong họ Geometridae.